# Charlie's Angels (film, 2019)
Ne doit pas être confondu avec Drôles de dames.
Pour les articles homonymes, voir Charlie's Angels (homonymie).
Série Drôles de dames
Charlie's Angels : Les Anges se déchaînent !
(2003)
Pour plus de détails, voir Fiche technique et Distribution.
Charlie's Angels, ou Charlie et ses drôles de dames au Québec, est un film américano-germanique réalisé par Elizabeth Banks et sorti en 2019.
Il s'agit du troisième volet de la série de films adaptée de la série télévisée Drôles de dames, créée par Ivan Goff et Ben Roberts. Il se déroule d'ailleurs dans la même continuité que la série et les deux films précédents, faisant de lui une suite. Il met en scène une nouvelle et troisième génération d'« Anges » : Kristen Stewart, Naomi Scott et Ella Balinska.
Il s'agit du premier volet de la franchise dans lequel John Forsythe ne prête pas sa voix au mystérieux Charlie Townsend, à la suite du décès de l'acteur. L'actrice Jaclyn Smith reprend également le temps d'une apparition et pour la troisième fois le rôle de Kelly Garrett, qu'elle tenait dans la série télévisée ainsi que dans le deuxième film.
Lors de sa sortie, le film divise la critique, recevant des éloges pour la nouvelle vision de la franchise apportée par Elizabeth Banks ainsi que pour les performances des actrices, principalement Kristen Stewart, mais critiqué pour son côté « inégal ». Côté financier, le film est un échec au box-office américain mais il s'en sort mieux à l'international, avec une performance correcte au box-office mondial lui permettant de rembourser son budget compris entre 48 et 55 millions de dollars. Néanmoins, il réalise peu de bénéfices,.

## Synopsis
Une nouvelle équipe d’anges comprenant Jane Kano et Sabina Wilson, est dirigée par l’agent principal John Bosley, elles capturent le détourneur de fonds international Jonny Smith à Rio de Janeiro et le remet aux autorités américaines.
Un an plus tard, la division européenne de l’agence Townsend est informée qu’Elena Houghlin, ingénieure et programmeuse employée par l’entrepreneur Alexander Brok, veut dénoncer ses supérieurs. Elle sait que le responsable du développement de Brok, Peter Fleming, dissimule une faille dans un dispositif de conservation de l’énergie qu’elle a aidé à inventer, Calisto. Il a le potentiel de déclencher des convulsions mortelles lorsqu’il est utilisé. Ingrid, la secrétaire de Fleming, croise Elena et lui demande de ramasser le papier qu'elle trouvée par terre mais Elena lui dit que ce n'est pas elle mais Ingrid insiste pour qu'Elena le prenne. Elena le prend et l'examine jusqu'à ce qu'elle voit un logo avec marqué " Townsend Agency ".
En Californie, John Bosley fête son passé avec l'Agence Townsend et fête sa retraite avec tous les Bosleys de l'Agence. Il demande à tous les Bosleys qu'a présent, c'est eux qui doivent protéger les Anges. Il reçoit une montre que Charlie lui a offert après tout le travail qu'il a enduré depuis 40 années. Chez Brok Industries, Peter Fleming présente Calisto à Alexander Brok et ce dont il est capable de faire : Il peut allumer les lumières et localiser les appareils électroniques. Alexander Brok dit qu'il tient l'avenir entre ses mains et il félicite Elena et son équipe, ensuite, ils font une fête pour célébrer le travail que Brok Industries a enduré.
Elena rencontre l’agent Edgar « Bosley » à Hambourg, dans un restaurant, pour lui remettre ses découvertes, mais l’assassin Hodak tend une embuscade à la réunion. Après que Jane, déguisée en servante, ait réussi à tenir contre Hodak et à s'échapper avec Edgar et Elena dans une voiture, une poursuite en voiture au cours de laquelle Edgar est tué avant que la voiture ne soit renversée dans la rivière, l’assassin laisse Elena se noyer. La protégée d’Edgar, Jane Kano, est également dans la voiture. Elle la sauve et l’amène à l’agent Rebecca « Bosley » avec l’aide de sa partenaire, Sabina Wilson. Les Anges accompagnées de Rebecca et d'Elena font un point sur l'attaque au restaurant, Elena demande pourquoi l'assassin voulait tuer Jane mais elles lui expliquent que l'assassin tirait sur elle. Rebecca raconte à Elena qu'elle est au courant de Calisto et Elena révèle que Calisto est une arme dangereuse pour les humains. Elle peut causer des impulsions électromagnétiques. 
Rebecca charge Sabina et Jane, rejointes par Elena, de s’introduire dans le siège social de Brok pour voler les prototypes de Calisto restants avant qu’ils ne puissent être dupliqués. Sabina entre dans le coffre-fort et découvre que les 6 prototypes ont disparus. Elle voit sur la liste que c'est Peter Fleming qui les a volés. Jane fait la connaissance de Langston, le collège d'Elena car elle est accidentellement entrée par éfraction dans son bureau, Langston galère à ouvrir le sachet de Mayonnaise mais Jane le lui arrache des mains et l'ouvre avec sa bouche. Langston lui dit qu'il y a plus de 20 milliards de bactéries dans sa bouche et qu'il pourrait tomber  malade. Jane lui dit qu'il est adorable. Elena en trouve un mais est forcée de l’utiliser pour s’échapper, tuant accidentellement le chef de la sécurité Ralph dans le processus.
Les Anges se rendent à Berlin, dans un autre quartier général pour se reposer. Elena fait la connaissance du "Saint", une personne qui s'occupe de la santé des Anges pour qu'elle soient en sécurité pendant le combat. Elles apprennent que Fleming s'est échappé avec les 6 prototypes et qu'il est parti à l'aéroport pour se rendre à Istanbul. Jane, Sabina et Rebecca se concertent et se demandent ce qu'elles vont faire d'Elena, Rebecca leur demande de l'équiper et de l'emmener au dressing. Ensuite, Rebecca sort et une voiture noire apparaît, une mystérieuse femme donne un téléphone à Rebecca et elle lui demande que faire pour Elena Houghlin. La mystérieuse femme lui dit que Rebecca sait quoi faire. Pendant ce temps, John, qui a depuis pris sa retraite de l’agence, découvre que Rebecca l’a marqué avec le dispositif de suivi spécialisé des implants sous-cutanés de l’agence à son insu.
Après avoir appris que Fleming a pris les autres prototypes, les filles le suivent jusqu’à Istanbul, où Jane utilise l’un de ses anciens contacts de renseignement, Fatima, pour le localiser. Ils le cherchent d’abord sur un hippodrome, où il ne semble pas trouver d’acheteur. Ensuite, elles apprennent que Fleming a décidé de vendre Calisto le lendemain au Derby Turc à l'hippodrome. Intéressée dans l'enquête, Elena leur informe qu'elle veut faire partie de leur mission et Bosley accepte. Le lendemain, à l'hippodrome, Elena trouve Fleming et l'assassin, celui qui a tué Edgar " Bosley ". Jane située en haut d'une tour essaie de lui tirer dessus avec une flèche tranquillisante mais elle le manque. Fleming monte à l'intérieur d'une voiture avec l'assassin, Mr Hodak. Sabina, déguisée en cavalière, monte sur un cheval et dépose un mouchard sur la voiture.
Plus tard, elles le traquent jusqu’à une carrière de roche isolée avec une usine désaffectée, où Jonny Smith, supposément emprisonné, se révèle être l’intermédiaire de Fleming pour vendre Calisto. Hodak est également présent et tue Fleming avant que les anges ne brisent la vente. Rebecca disparaît soudainement, permettant à Smith et Hodak de s’échapper avec les prototypes.
De retour à leur planque, Sabina partage avec Jane et Elena sa conviction croissante que Rebecca travaille secrètement contre l’agence et les manipule pour voler Calisto à son propre avantage. Alors que les trois réfléchissent aux soupçons de Sabina, la planque est bombardée. Rebecca se présente seulement pour prévenir Elena de ne pas bouger, mais elle est tuée par John, qui est venu « sauver » Elena. Soudain, Hodak surgit et s'en va en volant une voiture.
Sabina et Jane parviennent à survivre et cherchent de l’aide médicale auprès de Fatima. Rebecca réapparaît avec le Saint et explique que John Bosley est le véritable traître et qu’il a passé les dernières décennies à construire secrètement son propre réseau au sein de l’agence après avoir été écarté pour succéder au grand regretté Charles Townsend. Et apparemment, Jonny et Mr Hodak travaillent pour John Bosley.
John emmène Elena à une fête à Chamonix organisée par Alexander Brok, qui se révèle être le cerveau derrière la tentative d’assassinat d’Elena à Hambourg et, à son insu, le plan de John pour armer Calisto. En utilisant le collègue d’Elena, Langston, comme otage, John la force à programmer un appareil Calisto pour tuer à la fois elle-même et Langston avant de partir.
Les Anges ont déduit son plan en raison des informations fournies par Smith, qui a fait défection de leur côté. Ils se présentent donc et sauvent Elena et Langston, bien qu’elle ait déjà désactivé l’appareil Calisto. Jane se venge en empalant Hodak sur une pique, tandis que Rebecca rattrape John et ses hommes. En infériorité numérique, elle a de nombreux autres Anges se faisant passer pour des invités pour maîtriser les hommes de John. Elena reconnait Ingrid, la secrétaire deFleming, la femme qui a donné à Rebecca les clés de voiture à Berlin, la femme qui discutait avec Jane à Istanbul et la femme qui combattait les hommes de Jonny Smith au début du film sont des Anges. John explique qu'il aurait dû devenir le directeur de l'Agence après la mort de Charlie et qu'on l'a mis à l'écart mais Sabina surgit et l'assomme avec un coup de poing. Rebecca demande à Elena si elle veut faire la formation et devenir un Ange. Elena accepte sa proposition. Rebecca informe à Charlie qu'Elena est la nouvelle recrue de l'agence après, dans le bureau de Charlie, la mystérieuse femme utilise un synthétiseur de voix avec la voix de Charlie. Jane et Langston se retrouvent et reparlent de leur rencontre à Sabina et Elena, qui se posent toutes les deux des questions par rapport à Jane et Langston. Langston demande à Jane comment il fait pour la contacter et elle lui répond : " T'inquiète pas, je vais trouver "
Alexander Brok est arrêté pour complot et Jane et Langston entament une relation amoureuse. Elena est finalement recrutée en tant qu’Ange par l’Agence Townsend après avoir réussi une série d’exercices d’entraînement rigoureux. Dans une scène de mi-générique, elle reçoit un tatouage officiel des Anges et les félicitations de l’ancienne Ange Kelly Garrett, qui est devenu le nouveau « Charlie ». A la fin, Jane, Sabina et Elena sont dans le QG de Berlin et elles boivent toutes les trois de l'alcool, Jane et Sabina font tourner Elena dans un fauteuil avec marqué tous les noms des Anges. Charlie les appelle par haut-parleur : "Bonjour les Anges, Bonjour Charlie" et il félicite Elena pour son entrainement, Elena le remercie. Le Saint, qui est leur nouveau Bosley, demande à Elena si elle est prête, elle répond en disant " Grave ouais, donne-moi mes ailes ! "

## Fiche technique
Sauf indication contraire, les informations mentionnées dans cette section peuvent être confirmées par la base de données cinématographiques IMDb,  présente dans la section « Liens externes ».
- Titre original et français : Charlie's Angels
- Titre québécois : Charlie et ses drôles de dames
- Réalisation : Elizabeth Banks
- Scénario : Elizabeth Banks, d'après une histoire d'Evan Spiliotopoulos et David Auburn et d'après la série télévisée Drôles de dames de Ivan Goff et Ben Roberts
- Musique : Brian Tyler
- Direction artistique : Cornelia Ott, Stephanie Rass et Bryce Tibbey
- Décors : Aaron Haye
- Costumes : Kym Barrett
- Photographie : Bill Pope
- Son : Greg Orloff, Kevin O'Connell
- Montage : Mary Jo Markey et Alan Baumgarten
- Production : Elizabeth Banks, Max Handelman, Elizabeth Cantillon et Doug Belgrad

Production exécutive : Diloy Gülün (Istanbul)
Production déléguée : Drew Barrymore, Leonard Goldberg, Nancy Juvonen et Matthew Hirsch
Production associée : Alex Oakley
Coproduction : Christoph Fisser, Henning Molfenter et Charlie Woebcken
- Sociétés de production[5] : Sony Pictures Entertainment (SPE), Brownstone Productions et Instinctual VFX ; avec la participation de : Columbia Pictures ; en association avec : 2.0 Entertainment et Perfect World Pictures
  - Sociétés de coproduction : Studio Babelsberg
- Sociétés de distribution[5] : 
  - États-Unis : Columbia Pictures et Sony Pictures Releasing
  - France : Sony Pictures Releasing France
  - Allemagne, Canada : Sony Pictures Releasing
- Budget : 48 millions de $[6],[7],[Note 2].
- Pays de production :  États-Unis,  Allemagne
- Langues originales : anglais, français, portugais, allemand, turc
- Format : couleur - 2.39:1 - son Dolby Atmos - IMAX / Dolby Cinema / 4DX / ScreenX
- Genre : action, aventures, comédie
- Durée : 118 minutes
- Dates de sortie :
  - États-Unis, Canada, Québec[8] : 15 novembre 2019
  - Belgique : 27 novembre 2019
  - France : 25 décembre 2019[9]
  - Suisse romande : 25 décembre 2019[10]
  - Allemagne : 2 janvier 2020
- Classification[11] :
  -  États-Unis : Accord parental recommandé, film déconseillé aux moins de 13 ans (PG-13 - Parents Strongly Cautioned)[Note 3].
  -  Allemagne : Interdit aux moins de 12 ans (FSK 12).
  -  France : Tous publics (visa d'exploitation no 151369 délivré le 29 novembre 2019)[12].

## Distribution
- Kristen Stewart (VF : Noémie Orphelin ; VQ : Annie Girard) : Sabina Wilson
- Naomi Scott (VF : Joséphine Ropion ; VQ : Catherine Brunet) : Elena Houghlin
- Ella Balinska (VF : Diane Kristanek ; VQ : Ariane-Li Simard-Côté) : Jane Kano
- Elizabeth Banks (VF : Hélène Bizot ; VQ : Viviane Pacal) : Rebecca « Bosley »
- Patrick Stewart (VF : Pierre Dourlens ; VQ : Jacques Lavallée) : John Bosley

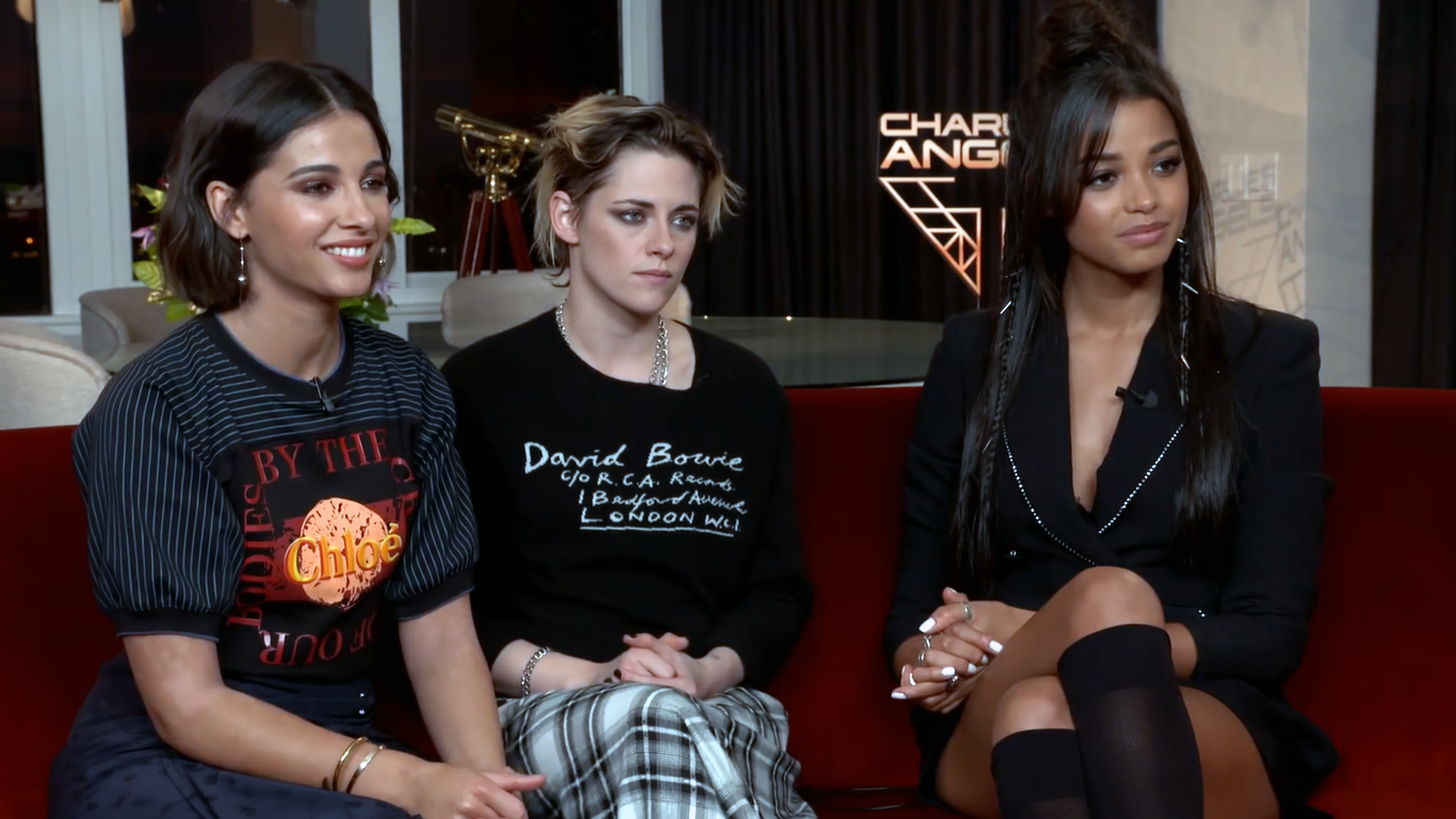
Naomi Scott, Kristen Stewart et Ella Balinska incarnent la troisième génération d'« Anges ».

- Djimon Hounsou (VF : Frantz Confiac ; VQ : Marc-André Bélanger) : Edgar « Bosley » Dessange
- Jonathan Tucker : Hodak
- Sam Claflin (VF : Max Geller ; VQ : François-Simon Poirier) : Alexander Brok
- Noah Centineo (VF : Antoine Ferey ; VQ : Joakim Lamoureux) : Langston
- Nat Faxon (VQ : Adrien Bletton) : Peter Fleming
- Chris Pang (en) (VF : Stéphane Fourreau ; VQ : Daniel Roy) : Jonny Smith
- Luis Gerardo Méndez (VF : Pablo Penamaria ; VQ : Benoit Éthier) : le « Saint »
- Robert Clotworthy : Charles « Charlie» Townsend (voix)
- Hannah Hoekstra : Ingrid
- David Schütter (VF : Aurélien Raynal) : Ralph
- Marie-Lou Sellem (VF : Véronique Augereau) : Fatima Ahmed
- Emre Kentmenoglu : Prince Alim Hassan
- Sebastian Kroehnert (de) : Sven Ludwig
- Anna Drexler (de) : Susan Olson

Caméos :
- Jaclyn Smith : Kelly Garrett
- Michael Strahan (VF : Christophe Peyroux) : le « Bosley » de l'agence New-Yorkaise
- Lili Reinhart, Hailee Steinfeld, Alexandra Raisman et Chloe Kim : les nouvelles recrues de l'agence
- Ronda Rousey, Danica Patrick (VF : Meaghan Dendrael) et Laverne Cox : les formatrices de l'agence
- Kate Jackson, Farrah Fawcett, Cheryl Ladd, Cameron Diaz, Drew Barrymore et Lucy Liu apparaissent dans le film via des photographies d'archives issues de la série originale et du premier film.

 Source et légende : version française (VF) sur RS Doublage et version québécoise (VQ) sur Doublage Québec.

## Développement

### Production

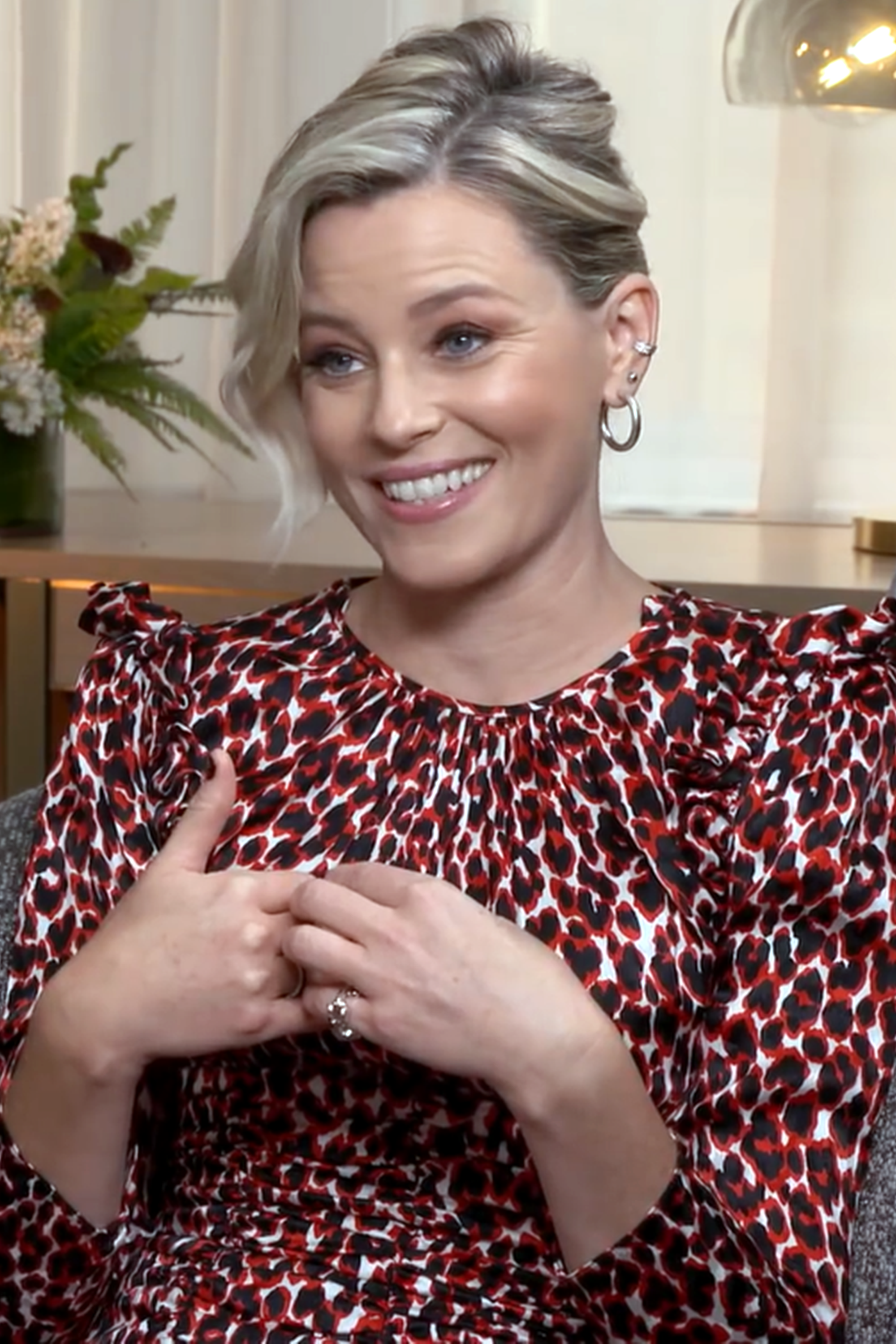
En plus de jouer le personnage de Rebekah « Bosley », Elizabeth Banks est la réalisatrice, scénariste et productrice du film.

Le 15 septembre 2015, le magazine The Hollywood Reporter dévoile que Sony Pictures Entertainment envisage de relancer la franchise Drôles de dames avec le développement d'un nouveau film sous forme de reboot. Le studio entre alors en négociation avec Elizabeth Banks pour réaliser le projet. Quelques mois plus tard, un scénariste, Evan Spiliotopoulos, est engagé pour écrire un premier script.
En avril 2019, lorsque les premières images du films sont dévoilées, Elizabeth Banks dévoile que le film se déroulera finalement dans la continuité de la série et des films, et en sera donc une suite.
En mai 2019, le site officiel du film confirme le retour de Drew Barrymore à la production du film. L'actrice avait déjà produit les deux premiers films et interprété l'un des personnages centraux dedans.
Quelques semaines avant la sortie du film, il est dévoilé qu'il sortira également au format IMAX dans une sélection de cinéma. Pour l'occasion, un concours a été organisé pour permettre à un fan de réaliser une affiche du film pour les cinémas le proposant dans ce format.

### Attribution des rôles
Le 26 juillet 2018, le nouveau trio d'« Anges » est dévoilé : il sera composé des actrices Kristen Stewart, Naomi Scott et Ella Balinska. En plus de réaliser le film, Elizabeth Banks sera également l'un des nouveaux « Bosley ». Le film marque ses retrouvailles avec Naomi Scott, les deux femmes ayant déjà joué ensemble dans le film Power Rangers en 2017.
En septembre 2018, Patrick Stewart et Djimon Hounsou rejoignent la distribution pour jouer des « Bosley ». Le même mois, Luis Gerardo Méndez et Jonathan Tucker rejoignent également le film.
En octobre 2018, la distribution est complétée avec l'arrivée de Sam Claflin, Noah Centineo, Chris Pang et Nat Faxon.

### Tournage
Le tournage a officiellement démarré le 24 septembre 2018 à Hambourg en Allemagne. Entre le 2 et le 7 octobre 2018, plusieurs scènes ont été tournées à la Philharmonie de l'Elbe.
Le tournage s'est ensuite poursuivi à Istanbul en Turquie. Le bazar aux épices, l'hippodrome Veliefendi Race Course ainsi que le quartier de Sultanahmet ont fait partie des lieux ayant servi de décors au film. Après le tournage de scènes additionnelles à Los Angeles, il s'est terminé le 9 décembre 2018.

### Musiques et bande-originale
En mai 2019, il est dévoilé que Brian Tyler composera la musique du film.
Lors de la publication de la première bande-annonce, Sony Pictures dévoile la sortie d'une chanson interprétée par les chanteuses Ariana Grande, Miley Cyrus et Lana Del Rey et spécialement composée pour le film, à l'image des Destiny's Child avec le tube Independent Women pour le premier volet et de Pink avec Feel Good Time pour le second. Cette chanson, intitulée Don't Call Me Angel, est sortie le 13 septembre 2019 et est accompagnée d'un clip dans lequel Elizabeth Banks fait une apparition dans le rôle de Rebekah Bosley.
Par la suite, Ariana Grande annonce qu'elle officie également en tant que co-productrice sur la bande-originale du film. Elle est chargée, aux côtés de Savan Kotecha, de sélectionner les artistes ainsi que les chansons qui figureront dans l'album et de participer à leur développement.
L'album complet est sorti le 1er novembre 2019.
Singles
1. Don't Call Me Angel
Sortie : 13 septembre 2019
2. How It's Done
Sortie : 11 octobre 2019
3. Pantera
Sortie : 23 octobre 2019

Liste des titres
| No  | Titre                                       | Artiste                                          | Durée |
| --- | ------------------------------------------- | ------------------------------------------------ | ----- |
| 1.  | How It's Done                               | Kash Doll (en), Kim Petras, Alma et Stefflon Don | 3:03  |
| 2.  | Bad to You                                  | Ariana Grande, Normani et Nicki Minaj            | 2:51  |
| 3.  | Don't Call Me Angel                         | Ariana Grande, Miley Cyrus et Lana Del Rey       | 3:10  |
| 4.  | Eyes Off You                                | M-22, Arlissa (en) et Kiana Ledé                 | 3:22  |
| 5.  | Bad Girls (Gigamesh Remix)                  | Donna Summer                                     | 5:21  |
| 6.  | Nobody                                      | Ariana Grande et Chaka Khan                      | 3:00  |
| 7.  | Pantera                                     | Anitta                                           | 2:04  |
| 8.  | How I Look on You                           | Ariana Grande                                    | 2:54  |
| 9.  | Blackout                                    | Danielle Bradbery                                | 3:21  |
| 10. | Got Her Own                                 | Ariana Grande et Victoria Monét                  | 2:41  |
| 11. | Charlie's Angels Theme (Black Caviar Remix) | Jack Elliott et Allyn Ferguson                   | 2:45  |

Singles
1. Charlie’s Angels Theme
Sortie : 1er novembre 2019

Un second album, contenant les compositions de Brian Tyler pour le film, est sorti le 8 novembre 2019. Pour l'introduire, un single contenant le thème principal du film, est sorti le même jour que le premier album.
Liste des titres
| No  | Titre                  | Compositeur | Durée |
| --- | ---------------------- | ----------- | ----- |
| 1.  | Charlie’s Angels Theme |             | 2:19  |
| 2.  | Angel’s Wings          |             | 2:09  |
| 3.  | Identity Crisis        |             | 3:19  |
| 4.  | Charlie’s In 7         |             | 2:18  |
| 5.  | The Presence of Angels |             | 1:40  |
| 6.  | Calisto Demonstration  |             | 1:24  |
| 7.  | Closet of My Dreams    |             | 1:09  |
| 8.  | Fatima                 |             | 1:55  |
| 9.  | Neon Sky               | Madsonik    | 3:40  |
| 10. | Bowl Cut               |             | 2:33  |
| 11. | I’m Charlie            |             | 1:02  |
| 12. | No Sale Here           |             | 1:47  |
| 13. | The Townsend Agency    |             | 2:19  |
| 14. | Hamburg Chase          |             | 6:04  |
| 15. | Satin Groove           |             | 1:27  |
| 16. | The Great Con          |             | 5:24  |
| 17. | Bosley                 |             | 3:19  |
| 18. | Rock Quarry            |             | 6:57  |
| 19. | Just the Decoy         |             | 1:37  |
| 20. | Off to the Races       |             | 3:07  |
| 21. | Backstories            |             | 1:11  |
| 22. | Hacking and Fighting   |             | 3:26  |
| 23. | The Angels Arrive      |             | 2:57  |
| 24. | Breaking and Entering  |             | 4:04  |
| 25. | Euphoria               | Madsonik    | 3:39  |
| 26. | Charlie’s Angels       |             | 3:10  |

## Accueil

### Critiques
Lors de sa sortie aux États-Unis, le film divise la critique. Sur le site agrégateur de critiques Rotten Tomatoes, il obtient un score de 54 % de critiques positives, avec une note moyenne de 5,6/10 sur la base de 91 critiques positives et 77 négatives.
Le consensus critiques établi par le site résume que bien que le résultat final soit inégal, le film est touchant et plein d'énergie. La nouvelle vision que Elizabeth Banks apporte à la franchise est également bien reçue ainsi que les performances du trio d'actrices, principalement Kristen Stewart dont la performance étonne agréablement la critique.
Néanmoins, sur Metacritic, le film divise la critique avec un score de 52/100 sur la base de 40 critiques collectées.

### Box-office
| Pays ou région | Box-office      | Date d'arrêt du box-office | Nombre de semaines |
| -------------- | --------------- | -------------------------- | ------------------ |
| France         | 233 693 entrées | 2 février 2020             | 6                  |
| États-Unis     | 17 803 077 $    | 16 janvier 2020            | 9,                 |
| Mondial        | 73 279 888 $    | 22 mars 2020               | en cours,          |

Au 22 mars 2020, le film a récolté 17,8 millions de dollars aux États-Unis et 55,4 millions dans le reste du monde, pour un total de 73,2 millions de dollars récolté,.
Lors de sa sortie américaine, le studio et les analystes prévoyaient un démarrage d'environ 10 à 13 millions de dollars. Mais lors de son premier week-end d'exploitation, le film ne récolte que 8,6 millions, un score en dessous des attentes et qualifié de décevant par les spécialistes. Néanmoins, le film réalise une performance correcte à l'international, avec 27,9 millions récoltés pour son premier week-end.

## Distinctions
Entre 2019 et 2020, Charlie's Angels a été sélectionné 10 fois dans diverses catégories et a remporté 1 "récompense".

### Récompenses
- Alliance des femmes journalistes de cinéma 2020 : Récompenses spéciales EDA de la suite ou remake qui n'aurait pas dû être fait.

### Nominations
- Hollywood Music in Media Awards 2019 : Meilleure bande-originale.
- IGN Summer Movie Awards 2019 : Meilleur film d'action.
- Satellite Awards 2019 : Meilleure chanson originale pour la chanson Don't Call Me Angel.
- Alliance des femmes journalistes de cinéma 2020 : Actrice qui a le plus besoin d'un nouvel agent pour Kristen Stewart.
- Guilde des superviseurs de musique 2020 (Guild of Music Supervisors Awards) : Meilleure chanson / enregistrement créé pour un film pour Ariana Grande, Lana Del Rey, Max Martin, Miley Cyrus, Savan Kotecha, Alma, Ilya Salmanzadeh, Julianne Jordan et Julia Michels.
- Prix Huading : Meilleur nouvel interprète mondial dans un film pour Ella Balinska.
- Prix nationaux du cinéma (Inde) 2020 :
  - Meilleure actrice pour Ella Balinska,
  - Meilleure nouvelle venue pour Ella Balinska.
- Société des critiques de cinéma d'Hawaii 2020 (Hawaii Film Critics Society) : Pire film de l'année.

## Autour du film
Un jeu vidéo adapté du film est sorti sur smartphone et tablette tactile le 13 novembre 2019. Développé par TabTale, une branche du studio Crazy Labs, le jeu met en scène plusieurs « Anges », dont le trio du film, dans une mission pour sauver le monde d'un technologie dangereuse. Il s'agit d'un Runner, un sous-genre du jeu de plates-formes dans lequel l'écran défile et le personnage court automatiquement en ligne droite et de manière continue pendant que le joueur lui fait éviter différents obstacles.
En plus du jeu, pour promouvoir le film, un court-métrage a été réalisé en collaboration avec la chaîne de télévision VH1 avec des vedettes de l'émission RuPaul's Drag Race. Dans le court-métrage, intitulé RuPaul's Angels, le personnage d'Elizabeth Banks contacte RuPaul pour lui demander de confier une mission à trois de ses Drag queen : Nina West, Peppermint et Alaska. Katya Zamolodchikova interprète l'antagoniste. Kristen Stewart, Naomi Scott et Ella Balinska font également une apparition en fin de vidéo.